# Luis Royo
Luis Royo est un artiste peintre espagnol né à Olalla, un village à 70 km de Teruel (Espagne) en 1954.

## Biographie
Il étudie la peinture, la botanique et le dessin technique. Parallèlement, il travaille dans divers studios de décoration de 1970 à 2005. De 1972 à 1976, plus impliqué dans la peinture grand format, il participe à diverses expositions individuelles dans différentes villes.
En 1978, il se tourne vers la BD et commence à publier des récits complets à partir de 1981 dans des revues comme 1984, Comic International, Rambla et, occasionnellement dans El Víbora et Heavy Metal. À partir de 1999, avec Norma Editorial, il se lance dans l'illustration, sortant pour la première fois du contexte national pour publier dans le monde entier.
Actuellement, ses travaux illustrent des couvertures pour différents éditeurs tels que Tor, Berkley, Avon, Warner, Bantam, Zebra, Nal ou Pocket. Il réalise également des couvertures pour des magazines comme Heavy Metal, Cimoc, Penthouse, Comic Art, Ère Comprimée, Total Métal... Il illustre également des calendriers, posters, compilations, cartes postales, portfolio... pour les éditions Penthouse, Air Brush-Action, Comic Image, Heavy Metal, DC Comics, Fleer Ultra X-Men ou Norma Editorial.
Son fils Romulo Royo suit actuellement la même voie et le même style d’illustration.

## Récompense
- En 1994, le magazine Penthouse a rendu compte du travail de Royo et plus tard en 1996, une de ses images a été utilisée sur la couverture des éditions américaine et allemande, toutes deux avec un rapport intérieur. La même année, il reçoit le prix d'argent Spectrum du meilleur art fantastique contemporain.
- En 1998 Royo expose à la Galerie Norma de Barcelone.
- Il a reçu le Prix du Millénaire au 7ème congrès Salone del Fumetto Cartoomics à Milan en 2000.
- En 2006, Royo a exposé son travail à la 24e foire de la bande dessinée de Barcelone. Il a également reçu le prix Unicorn fantasy lors de la 7e Semaine internationale du film fantastique et de terreur à Malaga.
- Royo a remporté Prix Inkpot au San Diego Comic-Con en 2015.